# San Isidro, Buenos Aires
San Isidro är en kommunhuvudort i Argentina.   Den ligger i provinsen Buenos Aires, i den centrala delen av landet, 20 km nordväst om huvudstaden Buenos Aires. San Isidro ligger 30 meter över havet och antalet invånare är 45 190.
Terrängen runt San Isidro är mycket platt. Havet är nära San Isidro österut. Runt San Isidro är det mycket tätbefolkat, med 10 000 invånare per kvadratkilometer.. Närmaste större samhälle är Buenos Aires, 19,8 km sydost om San Isidro. 
Runt San Isidro är det i huvudsak tätbebyggt.